# Mom (Dibang)
Mom est un village de la région du Centre du Cameroun, situé dans la commune de Dibang. 

## Population et développement
En 1962, la population de Mom était de 592 habitants. La population de Mom était de 488 habitants dont 238 hommes et 250 femmes, lors du recensement de 2005.     